# Patrick Devanthéry
Patrick Devanthéry, né le 2 juillet 1954 à Sion, est un architecte suisse.

## Biographie
Patrick Devanthéry achève ses études d’architecture à l’École polytechnique fédérale de Lausanne en 1980. Il poursuit sa formation en théorie et histoire de l’architecture comme membre de l’Institut suisse de Rome et devient maître-assistant à l’École d’architecture de l’Université de Genève auprès du professeur Bruno Reichlin, école où il dirige le cycle de conférences Patrimoine moderne et conservation (1990-1995). En 1996 et 1999, il est professeur invité notamment à la Graduate school of Design (GSD) de l'université Harvard. Il est corédacteur de la revue Faces - Journal d’architecture à Genève de 1989 à 2004. Dès 2008, il est président de la Fédération des architectes suisses (FAS). Président de maints jurys de concours internationaux, il est invité comme conférencier et critique en Europe, aux États-Unis. En 2011, il reçoit le prix Meret Oppenheim de l'Office fédéral de la culture.
En 1983, il crée et dirige Devanthéry & Lamunière - architecture, restauration du patrimoine et urbanisme, en association avec Inès Lamunière. En 2007, la société a été transformée en société anonyme, sous la raison sociale dl-a, designlab-architecture, société qu'il quitte en 2014. Depuis il dirige la société dl-c, designlab-architecture et construction sa.

## Principales réalisations

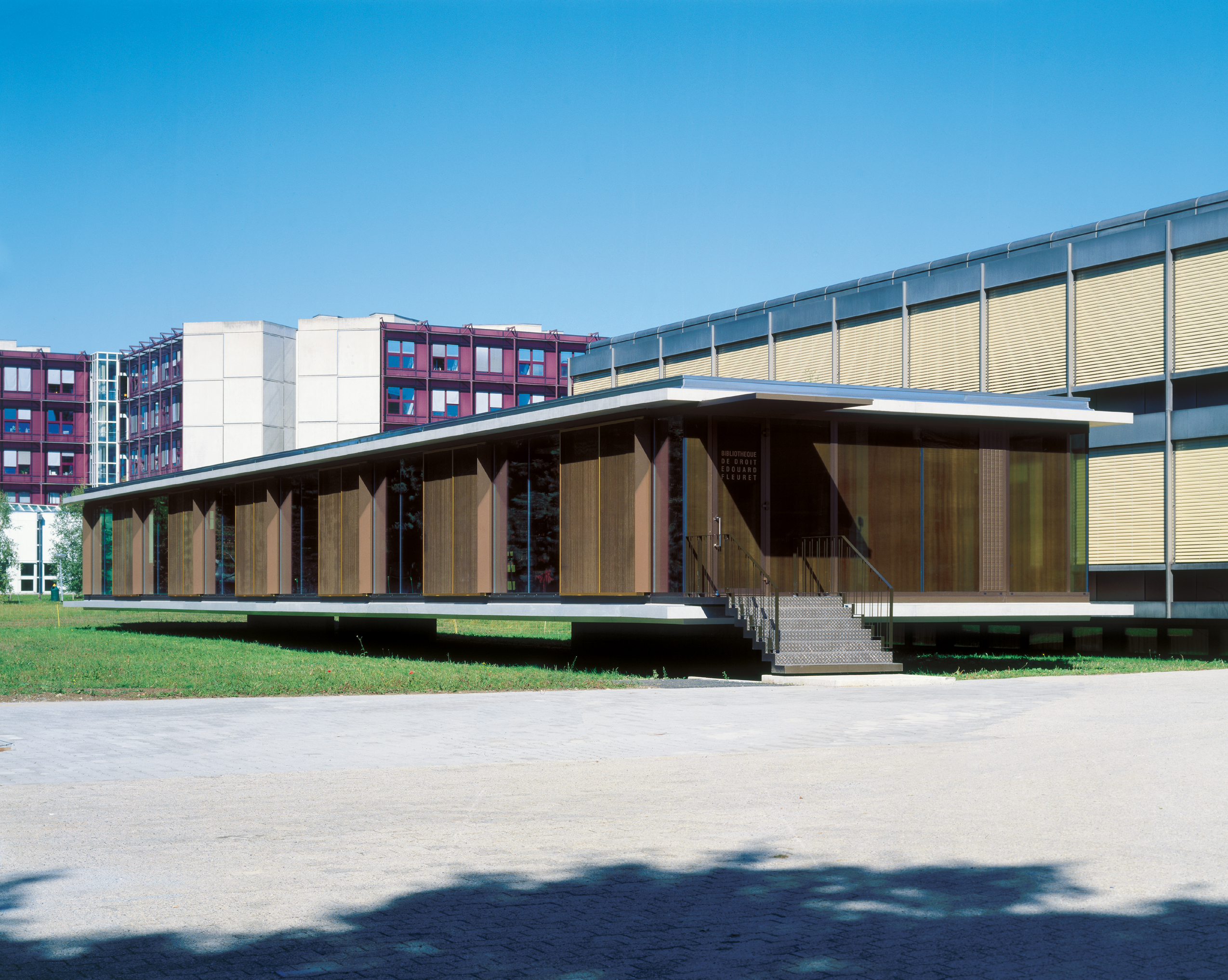
La Bibliothèque Édouard Fleuret (au premier plan) sur le campus de l'Université de Lausanne (UNIL)

- 2024 - 3 immeubles d'habitation secteur Gourgas-Maraîchers, Genève
- 2024 - Chalets, Zermatt
- 2023 - Les Jardins de Bel Orne, immeuble de 41 logements, Prilly
- 2019 - 7 immeubles de logements, Croset Parc, Ecublens
- 2017 - 2022 - Résidences Alpines, chalets avec piscine, cinéma, Haute-Nendaz
- 2017 - Agroscope, Changins-Wandenswil
- 2016 - Démolition et construction d'un hôtel Ibis, Pâquis, Genève
- 2016 - Maison pour l'enfance, Meyrin
- 2017 - Réalisation d'un immeuble de 39 logements PPE, Quartier La Chapelle, Lancy
- 2016 - Villa Passer, construction bois, Lausanne
- 2016 - Le Nouveau Prieuré, Centre intergénérationnel, Chêne-Bougeries, Genève
- 2015 - 2026 - Anciennes granges et une maison en pierres transformées en maisons d'hôtes, Montagne Alternative, Commeire
- 2015 - Transformation et surélévation SIP (société d'instruments de physique), Plainpalais, Genève
- 2014 - Réalisation de 2 immeubles de logements en PPE, Quartier La Chapelle, Lancy
- 2013 - Transformation, surélévation d'un ancien immeuble industriel, Chemin de Bellerive, Lausanne
- 2012 - Opéra de Lausanne, Lausanne
- 2012 - Surélévation et modernisation, Hôtel Agora, Lausanne
- 2012 - Siège Batigère, quartier de l'amphithéâtre, Metz
- 2010 - Villa urbaine, Genève
- 2010 - Tour de la Radio et Télévision Suisse, Genève
- 2010 - Centre Opérationnel de Philip Morris International, Lausanne
- 2008 - Faculté des Sciences de la vie, EPFL, Lausanne
- 2006 - École et centre de quartier à Cressy, Genève
- 2004 - Suite alpestre, Evolène
- 2004 - Hôtel Novotel, Berne
- 2004 - Quartier d’habitation, Neuchâtel
- 2003 - Clinique psychiatrique, Yverdon-les-Bains
- 2003 - École primaire, Rolle
- 2000 - Bibliothèque Fleuret, Université de Lausanne, Lausanne
- 2000 - Bureaux du quotidien Le Temps, et aile ouest de la gare Cornavin, Genève
- 1999 - Hôtel de ville, Payerne
- 1999-2006 - Hôtel Cornavin, Genève
- 1996 - Gymnase de Chamblandes, Pully
- 1995 - École primaire et centre de loisirs au Grand-Saconnex, Genève
- 1993 - Immeuble de logement pour jeunes, Centre universitaire protestant, Genève

## Projets en cours (sélection)
- Logements à Clarens, Montreux
- Complexe scolaire avec piscine à Echandens (VD)
- Logements Malagnou-Velours, Genève
- EMS et Résidence pour séniors, Ecublens (VD)

## Publications
- A. Kockelkorn et L. Stalder, Devanthéry & Lamunière, Image d'architecture - Deux Entretiens, Paris, France, Infolio, 2011
- J. Abram, JF. Caille, E. Caille, Devanthéry & Lamunière, In Details, Paris, France, Éditions Archibooks et Sautereau, 2010
- J. Abram, Devanthéry & Lamunière, Pathfinders, Gollion, Suisse, Infolio version française, 2005
- J. Abram, Devanthéry & Lamunière, Pathfinders, Bâle, Suisse, Birkhäuser, version anglaise, 2005
- I. Lamunière, Devanthéry & Lamunière, Fo(u)r cities, Lausanne, Suisse, PPUR, 2004
- J. Abram, Devanthéry & Lamunière, Fo(u)r examples, Bâle, Suisse, Birkhäuser, 1996